# Numerele de înmatriculare auto în Transnistria
Plăcile numerelor de înmatriculare auto în Transnistria sunt compuse dintr-o literă, trei cifre și încă două litere. Toate plăcile sunt fabricate după o mărime standard (520×112 mm) și vopsite în alb, cu litere negre, asemănându-se astfel foarte mult plăcilor moldovenești. Pe partea stângă este desenat drapelul așa-zisei Republici Nistrene, dedesubtul căruia este lipit un abțibild cu numărul de înmatriculare, în locul codului Moldovei MD.
| Cod | Regiune     |
| --- | ----------- |
| А   | Bender      |
| В   | Grigoriopol |
| Е   | Dubăsari    |
| К   | Camenca     |
| Р   | Rîbnița     |
| С   | Slobozia    |
| T   | Tiraspol    |

Prima literă a numărului de înmatriculare este codul regiunii în care vehicolul a fost înmatriculat. Ultimele două litere reprezintă seria. Numerele serviciilor speciale sunt alcătuite din trei cifre urmate de literele «СА» (din rusă Служебный Автомобиль = automobil de serviciu).
Plăcile de înmatriculare a vehiculelor din Transnistria sunt valabile numai în Transnistria. În Republica Moldova acestea nu sunt recunoscute și pot fi confiscate.Începând cu luna aprilie 2016, toate mașinile înregistrate în stânga Nistrului vor putea fi înmatriculate oficial cu numere moldovenești, pentru a putea circula internațional.

## Legături externe
- Vezi cum arată mostrele plăcuțelor de înmatriculare propuse pentru mașinile din regiunea transnitreană FOTO Arhivat în 11 noiembrie 2012, la Wayback Machine., publika.md, 9 noiembrie 2012